# 松元惠
松元 惠（まつもと めぐみ、1977年2月6日 - ）は、日本の女性声優。賢プロダクション所属。熊本県出身。

## 人物
声優としてアニメ、洋画吹き替え、ゲーム、ラジオパーソナリティーなどマルチに活躍している。
役柄では『涼宮ハルヒの憂鬱』の国木田役や『ひぐらしのなく頃に』の富田大樹役、『激闘!クラッシュギアTURBO』の真理野コウヤ役など少年役を中心に活躍している。映画・海外ドラマ吹き替えでも少年役を多くこなしている。
特技は熊本弁、天草弁。趣味は歌、彫刻、アクセサリー作り、居合、ヨガ、ワイヤーアート、鉱物収集、イラスト。

## 出演
太字はメインキャラクター。

### テレビアニメ
時期不明
- それいけ!アンパンマン（時期不明 - 、しいたけくん〈2代目〉、バケルくん〈4代目〉）

1998年
- 魔術士オーフェン（子供）

2000年
- 闇の末裔（生徒C）

2001年
- 激闘!クラッシュギアTURBO（真理野コウヤ）
- The Soul Taker 〜魂狩〜（女子生徒A、患者）
- スターオーシャンEX（ユキ）

2003年
- GAD GUARD（女）
- ガンパレード・マーチ 〜新たなる行軍歌〜（司令部2）
- 出撃!マシンロボレスキュー（美波ケン、キューティー熊本）
- DEAR BOYS（成田女子生徒）
- 爆転シュート ベイブレード Gレボリューション（キッズ）
- 人間交差点（涼子先生）
- 冒険遊記プラスターワールド（サレダ）
- ポポロクロイス（ペペ）

2004年
- 学園アリス（心読み君）
- サムライチャンプルー（いずみ）
- 忘却の旋律（笛吹き少年）
- 妄想代理人
- ローゼンメイデン（柴崎一樹）

2005年
- SHUFFLE!（2005年 - 2007年、土見幼少時代） - 2シリーズ
- ディノブレイカー（サム・ンドゥール）
- プレイボール（少年B）
- 焼きたて!!ジャぱん（シャドウ〈少年〉）

2006年
- シュヴァリエ 〜Le Chevalier D'Eon〜（ロビン）
- 女子高生 GIRL'S-HIGH（小柴奈緒）
- 涼宮ハルヒの憂鬱（国木田）
- 009-1（トニー）
- ひぐらしのなく頃に（富田大樹）
- まじめにふまじめ かいけつゾロリ（子供タティ、女の子B）

2007年
- 古代王者 恐竜キング Dキッズ・アドベンチャー（2007年 - 2008年、古代リュウタ） - 2シリーズ
- 人造昆虫カブトボーグ V×V（チャーリー）
- ひぐらしのなく頃に解（富田大樹）

2008年
- イタズラなKiss（トシ）
- ef - a tale of melodies.（火村夕〈幼年時代〉）
- 喰霊-零-（三途河カズヒロ）

2009年
- キディ・ガーランド（パウーク）
- しゅごキャラ!!どきっ（西野奈津子）
- 涼宮ハルヒの憂鬱（2009年版）（国木田）
- 空を見上げる少女の瞳に映る世界（トーチェ）
- はじめの一歩 New Challenger（鷹村渡）
- ヤッターマン（第2作）（ちあき君）
- RIDEBACK -ライドバック-（内田すずり）

2010年
- ヨスガノソラ（悠〈幼少期〉）

2011年
- クッキンアイドル アイ!マイ!まいん!（ムサシ）
- ドラえもん（テレビ朝日版第2期）（主婦）

2012年
- 黒魔女さんが通る!!（三条ショウ）
- 未来日記（子供マルコ）

2013年
- HUNTER×HUNTER（第2作）（スピン）
- ファンタジスタドール（山田海洋）
- Free!（2013年 - 2014年、七瀬遙〈小学生〉） - 2シリーズ

2014年
- DRAMAtical Murder（ナオ）

2015年
- デス・パレード（次郎）
- 長門有希ちゃんの消失（国木田）

2016年
- カードファイト!! ヴァンガードG シリーズ（2016年 - 2018年、渕高サオリ / ダムジッド） - 2シリーズ

2020年
- ひぐらしのなく頃に業（2020年 - 2021年、富田大樹） - 2シリーズ
- 100万の命の上に俺は立っている（2020年 - 2021年、友人、子供） - 2シリーズ / 方言監修（熊本弁）も担当

2023年
- 僕のヒーローアカデミア（ホークスの母）

### 劇場アニメ
- 激闘!クラッシュギアTURBO カイザバーンの挑戦!（2002年、真理野コウヤ）
- 天上人とアクト人最後の戦い（2009年、トーチェ）
- 涼宮ハルヒの消失（2010年、国木田[15]）
- たんすわらし。（2011年、ダイゴロー）
- クレヨンしんちゃん バカうまっ!B級グルメサバイバル!!（2013年、グルメッポーイ〈少年〉）
- 劇場版 Free!-Timeless Medley- 絆（2017年、七瀬遙〈小学生〉）
- 劇場版 ヴァイオレット・エヴァーガーデン（2020年、シオン[16]）
- 劇場版 Free!-the Final Stroke-後編（2022年、七瀬遙〈小学生〉）

### OVA
- 青の6号（1998年）
- 星界の戦旗III（2005年、秘書）
- なっとうボーイ（2007年、枝豆大豆）
- ひぐらしのなく頃に礼（2009年、富田大樹）

### Webアニメ
- 涼宮ハルヒちゃんの憂鬱（2009年、国木田、進行役のお姉さん）
- KY系JCクウキちゃん（2013年、定石ベタ男）

### ゲーム
- パンヤシリーズ（ケン）

2000年
- ポポロクロイス物語II

2002年
- 激闘!クラッシュギアTURBO（真理野コウヤ）

2006年
- 学園アリス 〜きらきら★メモリーキッス〜（心読み君）
- ファンタシースターユニバース（カラム・ライム、ハル）
- みんなのテニス（JJ）

2007年
- きると 貴方と紡ぐ夢と恋のドレス（カイ）
- スイングゴルフ パンヤ 2ndショット！（ケン）
- 涼宮ハルヒの約束（国木田）
- ひぐらしのなく頃に祭（富田大樹）
- ファンタシースターユニバース イルミナスの野望（ハル）

2008年
- 涼宮ハルヒの戸惑（国木田）
- ひぐらしのなく頃に絆 第一巻・祟（富田大樹）
- ひぐらしのなく頃に絆 第二巻・想（富田大樹）
- ファンタシースターポータブル（カラム・ライム、ハル）

2009年
- GARNET CRADLE（2009年 - 2011年、野々瀬実咲、ファラーシャ / The bunny） - 3作品
- 涼宮ハルヒの並列（国木田）
- 涼宮ハルヒの直列（国木田）
- 桃華月憚 -光風の陵王-（護国寺鞠絵）
- ファンタシースターポータブル2（ハル）

2010年
- 白騎士物語 -光と闇の覚醒-

2011年
- 涼宮ハルヒの追想（国木田）
- ファンタシースターポータブル2 インフィニティ（ハル）

2013年
- 神咒神威神楽 曙之光（壬生宗次郎）

2015年
- ひぐらしのなく頃に粋（富田大樹）
- ひとつ飛ばし恋愛V（三枝メグ）
- かんぱに☆ガールズ（エルザ・ノウェム、モード・ブラック、ルイ・コクトー、アセリア・フラル、ミレナ・カサノヴァ）

### 吹き替え
- ER XII 緊急救命室 #3（ロビー・ベックウィズ〈J・T・クバラ〉）、#20（アブード〈ルワンド・ノンザバ〉）
- イルマーレ
- エリシャ・カスバーﾄのラブ・ゲーム（テリー）
- 永遠のこどもたち（シモン）
- かえるくんとマックス（マックス）
- コールド・アンド・ダーク（トミー）
- ザ・ゲーム・オブ・ライフ（アラセリ・マリソル）
- サンダーバード
- スパイダー・ボーイ（キモアイ）
- つぐない（ブライオニー）
- ディア・ウェンディ（スーザン）
- テラビシアに架ける橋（メイベル）
- トナカイのブリザード
- 盗られてたまるか（スミン）
- ノウイング（ケイレブ・ケストラー）
- バニシング・ストリート（サビーナ）
- 名犬ラッシー4〜森を探検（ニーカ）
- ベスト・キッド (2010年の映画) ※テレビ（金曜ロードSHOW!）版
- ライフ with デレク（エドウィン）
- リトル・ウィッチ〜ビビと魔法のクリスタル（フロリアン）
- リトル・ミス・サンシャイン

### 吹き替え（アニメ）
- あぁ、レイモンド!（レイモンド）
- 手裏剣スクール（アイザン）
- スター・ウォーズ/クローン・ウォーズ（テレビシリーズ）（ワグ・トゥー）
- フィニアスとファーブ（ステイシー〈2代目〉）[要出典]

### ドラマCD
- VITAセクスアリス（深鏡志楼）
- スピカ 〜心が紡ぐ贈りもの〜 Ar tonelico hymmnos musical（イリヤ）
- 戦う!セバスチャン（ピーター）
- ひぐらしのなく頃に（富田大樹）
- ファントム・ブレイブ オリジナルサウンドドラマ（ボトルメール）
- WILD ADAPTER（飯塚翔太）

### テレビ
- ジェリー・スプリンガー・ショー
- クイズハイテクオリンピック長野
- 世界痛快伝説 運命のダダダダーン
- 爆笑問題の大ちょんぼSP
- ピルと環境ホルモン
- ホンダVP

### その他
- 涼宮ハルヒの激奏
- 涼宮ハルヒの弦奏
- V.S UNION（ゲストヴォーカル・虹の轍）
- パチンコ CR龍玉八犬伝（犬田ヤヒコ）
- プラネタリウム シューティングスター
- プラネタリウム 星のフィールドスクール
- プラネタリウム サイエンジャーと月旅行（サイエンジャー）

### シリーズ一覧
1. ↑  第1期（2005年）、第2期『MEMORIES』（2007年）
2. ↑  第1期（2007年 - 2008年）、第2期『翼竜伝説』（2008年）
3. ↑  第1期（2013年）、第2期『-Eternal Summer-』（2014年）
4. ↑  第4期『NEXT』（2016年 - 2017年）、第5期『Z』（2017年 - 2018年）
5. ↑  『業』（2020年 - 2021年）、続編『卒』（2021年）
6. ↑  第1シーズン（2020年）、第2シーズン（2021年）
7. ↑  第1作（2009年）、『GARNET CRADLE Sugary Sparkle』（2010年）、『GARNET CRADLE Portable 〜鍵の姫巫女〜』（2011年）